# Елошня (приток Лынны)
Елошня (в верховье — Моча) — река в России, протекает по Волховскому району Ленинградской области. Правый приток Лынны, бассейн Сяси.

## География
Елошня начинается на северо-западном краю болота Зеленецкие Мхи. Течёт сначала на запад, на левом берегу остаётся деревня Зеленец. За ней река поворачивает на север. По правому берегу деревни Ручей, Подвязье и Леоновщина, по левому — Охромовщина и Елошня. Далее пересекает железнодорожную линию Волховстрой-Тихвин и впадает справа в Лынну напротив нежилой деревни Устье, в 18 км от устья Лынны. Длина реки составляет 23 км, площадь водосборного бассейна 103 км².

## Данные водного реестра
По данным государственного водного реестра России относится к Балтийскому бассейновому округу, водохозяйственный участок реки — Сясь, речной подбассейн реки — Нева и реки бассейна Ладожского озера (без подбассейна Свирь и Волхов, российская часть бассейнов). Относится к речному бассейну реки Нева (включая бассейны рек Онежского и Ладожского озера).
Код объекта в государственном водном реестре — 01040300112102000018440.